# Finnøya
Finnøya est une localité du comté de Nordland, en Norvège.

## Géographie
Administrativement, Finnøya fait partie de la kommune de Hamarøy.